# 美田 (流山市)
美田（みた）は、千葉県流山市の町名。郵便番号は270-0131。

## 地理
流山市の中部に位置する。全域が中央商事（当時。現、日立アーバンインベストメント）により、主に日立製作所社員の持家分譲用に1970年（昭和45年）から宅地造成が行われた住宅街である。
流山市の新拠点として都市再生機構により整備されている｢流山都市計画事業新市街地地区一体型特定土地区画整理事業｣の造成地区に隣接し、地域の北端には茨城県道・千葉県道47号守谷流山線（守谷街道）が通る。また、地域内には市立八木北小学校がある。
東は駒木・柏市十余二、西は柏市西柏台、南は十太夫・東初石、北は駒木台と接している。

### 地価
住宅地の地価は、2015年（平成27年）1月1日の公示地価によれば、美田69番283の地点で10万3000円/m2となっている。

## 歴史

### 地名の由来
駒木・駒木新田・十太夫新田の各一部を造成して作られた町で、三つの田園地帯より｢三田｣とし、字を変えて｢美田｣とした。

### 沿革
- 1971年（昭和46年）5月　大字駒木・大字駒木新田・大字十太夫新田の各一部より、美田を新設する。

## 地名の変遷
| 実施後 | 実施年月日 | 実施前（各大字ともその一部）                                             |
| ------ | ---------- | ------------------------------------------------------------------------ |
| 美田   | 1971年5月  | 駒木字大溜上・字西新請・字上駒木、駒木新田字仮込、十太夫新田字榎戸・字東 |

美田が新設された時に美田全域で地番整理を行っており、小字は消滅している。

## 世帯数と人口
2017年（平成29年）11月1日現在の世帯数と人口は以下の通りである。
| 町丁 | 世帯数  | 人口    |
| ---- | ------- | ------- |
| 美田 | 746世帯 | 1,766人 |

## 小・中学校の学区
市立小・中学校に通う場合、学区は以下の通りとなる。
| 番地 | 小学校               | 中学校               |
| ---- | -------------------- | -------------------- |
| 全域 | 流山市立八木北小学校 | 流山市立常盤松中学校 |

## 交通

### 鉄道
最寄駅は東武野田線初石駅、つくばエクスプレス・東武野田線流山おおたかの森駅である。

### バス
つくばエクスプレス・東武野田線流山おおたかの森駅と江戸川台駅より、東武バスイーストの路線が運行されている。
流山おおたかの森駅発着の流山市コミュニティバス「ぐりーんバス」（ぐ06系統）と、江戸川台駅〜流山おおたかの森駅間運行の東武バスイースト路線（西柏06系統）を利用できる。

## 施設

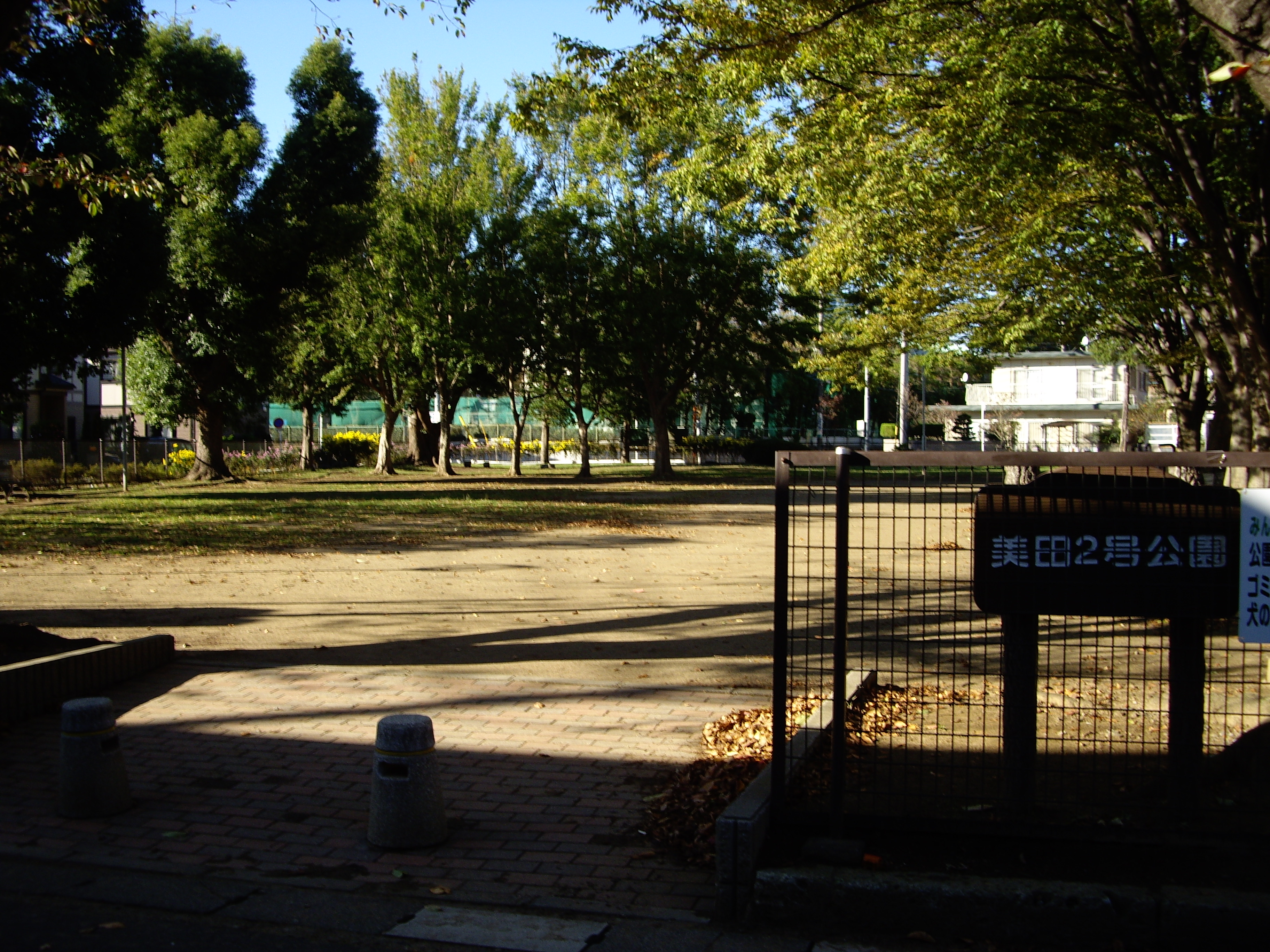
美田2号公園（美田中央公園）

- 流山市立八木北小学校（柏市西柏台に跨る）
- 美田中央公園